# E. L. James
Erika Leonard James (rojena kot Erika Mitchell), angleška pisateljica, * 7. marec 1963, London, Združeno kraljestvo.
Znana je predvsem kot avtorica književne uspešnice, serije erotičnih romanov Fifty Shades of Grey, Fifty Shades Darker ter Fifty Shades Freed, ki so prevedeni tudi v slovenščino.

## Življenje in delo
Erika Leonard se je rodila v Londonu, vzgojena je bila v Buckinghamshiru. Na Univerzi v Kentu je študirala zgodovino. Kasneje je delala na televiziji, sedaj pa živi v Londonu z dvema sinovoma in možem, s katerim se je leta 1987 poročila.
Že kot otrok je sanjala o pisanju, nad katerimi bi bili bralci navdušeni, ustvarjati pa je začela pri 45-ih. Napisala je tudi deli Have I Got News for You in There's Only One Madonna.

## Dela
- Have I got News for You (1990)
- There's Only One Madonna (2001)
- Fifty Shades of Grey (2011)
- Fifty Shades Darker (2011)
- Fifty Shades Greed (2011)

### Petdeset odtenkov sive
Fifty Shades of Grey oz. Petdeset odtenkov sive je Erikino najprepoznavnejše delo, erotično-romantična trilogija, ki pa se je kmalu po izdaji znašla v navzkrižju ostrih polemik. Kritiki so jo med drugim označili tudi kot "pornografijo za mamice" in jo v več pogledih hudo skritizirali. Kljub vsem kritikam je delo doseglo izjemen uspeh in visoko branost.

## Nagrade in priznanja
- 2012 Time 100 by Time magazine, The 100 Most Influential People in the World
- 2012 Publishers Weekly Publishing Person of the Year.
- 2012 National Book Award (UK), Popular Fiction Book of the Year, Fifty Shades of Grey
- 2012 National Book Award (UK), Book of the Year, Fifty Shades of Grey